# Mammoth Lakes (Kalifornien)
Mammoth Lakes ist eine Stadt im Mono County in Kalifornien (Vereinigte Staaten) in den Mammoth Mountains. Sie liegt im Tal des Mammoth Creek am Rand der Long Valley Caldera oberhalb des Owens Valley an der Ostflanke der Sierra Nevada. Der Ort ist über die Stichstraße CA 203 vom U.S. Highway 395 zu erreichen oder mit Bussen der Eastern Sierra Transit von der Metrolink-Endstation in Lancaster sowie vom Amtrak-Bahnhof in Reno. 

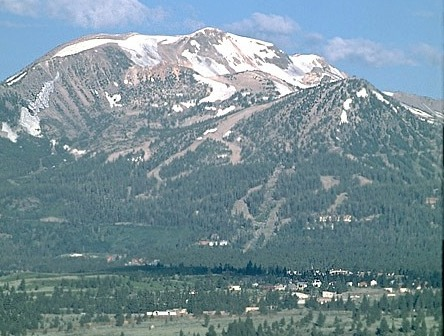
Mammoth Lakes vor der Sierra Nevada

Mammoth Lakes ist ein beliebter Wintersportort. Im Stadtgebiet liegt die Mammoth Mountain Ski Area, das Skigebiet am June Lake und weitere kleinere Gebiete liegen in der Umgebung. Der Ort entstand aus einer kleinen Bergbausiedlung namens Old Mammoth durch planmäßige Entwicklung mit dem Skigebiet. Der Ort lebt nahezu ausschließlich vom Tourismus, die Gemeindeverwaltung finanziert sich vorwiegend durch eine Steuer von 13 % auf Beherbergungsbetriebe (Stand 2010).
In die Skigebiete der Region führen lokale Buslinien, die Straße in die Sierra erschließt im Sommerhalbjahr auch das Devils Postpile National Monument und Wanderwege, darunter den Fernwanderweg John Muir Trail entlang des Gebirges. In der Ortschaft findet jährlich jeweils im August das Bluesapalooza-Festival of Music & Beer statt.

## Geschichte
Die örtlichen Ureinwohner waren Mono aus dem Volk der Paiute. Sie lebten sowohl auf der West- wie der Ostseite der Sierra Nevada, reisten jedoch zu Fuß in andere Regionen, um dort mit verschiedenen Stämmen Handel zu treiben. Die Geschichte der europäischen Einwanderer begann 1877, als vier Prospektoren auf dem Mineral Hill südlich der jetzigen Stadt entlang der Old Mammoth Road eine Bergbau-Konzession beantragten. Im Jahr 1878 wurde die Mammoth Mining Company gegründet, um mit dem Goldabbau auf Mineral Hill zu beginnen. Infolgedessen kam es zu einem Goldrausch. Ende 1878 siedelten sich 1500 Menschen in Mammoth City, dem immer größer werdenden Berbaulager, an. Als 1880 das Unternehmen aufgelöst wurde, sank die Zahl der Einwohner bis zum 1888 auf weniger als 10 Personen.
In den frühen 1900er Jahren wurde dann die Stadt Mammoth in der Nähe des Mammoth Creek gegründet. Die wirtschaftliche Grundlage der ursprünglichen Stadt basierte auf Holzeinschlag und Tourismus. Das erste Postamt in Mammoth Lakes wurde 1923 eröffnet.  Im Jahr 1955 wurde der erste Skilift eröffnet und es begann die systematische Entwicklung als Wintersportort. Der Ort ist seither kontinuierlich gewachsen. 1984 wurde Mammoth Lakes als Verwaltungseinheit politisch selbständig (incorporated municipality) und ist damit eine der jüngsten Gemeinden Kaliforniens.
Ende September 2008 wurde in den Bergen oberhalb des Ortes der Leichnam des Abenteurers Steve Fossett gefunden, der dort im September 2007 beim Absturz seines Flugzeugs tödlich verunglückte.
Am 3. Juli 2012 stellte die Stadt Antrag auf Gläubigerschutz nach Chapter 9 des US-amerikanischen Konkursrechts. Die Ursache hierfür war ein seit 2006 laufender Prozess eines Immobilienentwicklers gegen die Stadt, den sie verlor und zu Schadensersatz in Höhe von knapp 43 Millionen Dollar verurteilt wurde. Nach einem außergerichtlichen Vergleich mit dem Gläubiger wurde der Insolvenzantrag gegen Ende des Jahres zurückgezogen.

## Persönlichkeiten
- Tommy Czeschin (* 1979), Snowboarder
- Alix Wilkinson (* 2000), Skirennläuferin